# André Vanhaverbeke
Andries (André) Vanhaverbeke (Geluwe, 19 oktober 1930 - 30 juni 2008) was een Belgisch senator.

## Levensloop
Vanhaverbeke werd sociaal werker en was werkzaam bij de Boerenbond.
Hij was politiek actief voor de CVP en werd voor deze partij van 1983 tot 1994 gemeenteraadslid van Roeselare.
Van 1977 tot 1981 en van 1985 tot 1995 zetelde hij eveneens in de Belgische Senaat: van 1977 tot 1981 en van 1987 tot 1995 als provinciaal senator voor West-Vlaanderen en van 1985 tot 1987 als rechtstreeks verkozen senator voor het arrondissement Roeselare-Tielt. 
In de periode mei 1977-oktober 1980 zetelde hij als gevolg van het toen bestaande dubbelmandaat ook in de Cultuurraad voor de Nederlandse Cultuurgemeenschap, die op 7 december 1971 werd geïnstalleerd. Vanaf 21 oktober 1980 tot november 1981, en opnieuw van december 1985 tot december 1987, was hij lid van de Vlaamse Raad, de opvolger van de Cultuurraad en de voorloper van het huidige Vlaams Parlement.